# The Last Patriot
O Último Patriota (The Last Patriot em inglês), é um romance de ficção escrito por Brad Thor e foi publicado no ano de 2008.

## Sinopse
Quando estava em Paris, o ex-agente do serviço secreto americano, Scot Harvath, não podia imaginar que logo voltaria a se envolver em política e espionagem, e também enfrentar um dos seus piores inimigos: o terrorismo.
Um carro-bomba explode na capital francesa, mudando por completo a sua rotina com a sua namorada Tracy. Começa então a sua aventura para desvendar a última revelação de Maomé - Um segredo que transformaria a religião Islâmica.
Harvath salva o professor Anthony Nichols de um atentado, e são obrigados a fugir das autoridades francesas. Por ordem do presidente, Nichols está numa operação em busca de informações para decifrar a ultima revelação de Maomé não incluída no Alcorão.
Quem será que está por trás das tentativas de assassinato de Nichols? 